# كيت بولدوان
كاثرين جان «كيت» بولدوان (بالإنجليزية: Kate Bolduan)‏  (28 يوليو 1983) صحفية ومذيعة أخبار أمريكية تعمل في قناة سي إن إن الإخبارية.

## بكاء المذيعة
في يوم 18 أغسطس 2016 أذاعت كيت بولدوان خبر عمران دقنيش في قناة سي إن إن وهي تبكي قائلة:
«اليوم في أمريكا نصل نهاية الصيف، ويستمتع أطفالنا بحرية الأيام الأخيرة من الصيف، أو يذهبون إلى المدرسة لأول مرة، نتحدث هنا عن أطفال خارقين، وأماكن يلعب فيها الأطفال، في أماكن أخرى من العالم يموت الأطفال، وينجون من الموت، وفي العديد من الحالات يكونون بين الموت والنجاة».وأضافت: «بحسب الناشطين، هذا عمران كان مع أمه وأبيه وأخته وأخيه منزلهم قصف بضربة جوية من قام بالقصف، لا نعرف لكنه سُحب مع عائلته من تحت بقايا منزلهم، بعد أن دفنوا تحت أنقاضه». ومضت قائلة: «قد نذرف الدموع على عمران ولكن عمران لا يذرف الدموع، وإنما يجلس مصدومًا فقط»

## روابط خارجية
- كيت بولدوان على موقع IMDb (الإنجليزية)

خيارات العرض الأولية
يُمكن استخدام وسيط |وضع= لضبط خيارات عرض القالب الأوليّة:
- |وضع=collapsed: {{كيت بولدوان|وضع=collapsed}} لإظهار القالب مطويًّا، بمعنى إخفاء محتوياته ما عدا الشريط الخاص بالعنوان.
- |وضع=expanded: {{كيت بولدوان|وضع=expanded}} لإظهار القالب ممتدًّا، بمعنى إظهاره كاملًا.
- |وضع=autocollapse: {{كيت بولدوان|وضع=autocollapse}}
  - لإظهار القالب مطويًّا إلى شريط العنوان إذا وُجِد قالب {{وصلات قالب}}، أو قالب {{شريط جانبي}} أو أي جدول يستخدم متغيّر مطوي في الصفحة.
  - لإظهار القالب في وضع الممتد إذا لم يكن هنالك أي عنصر مطوي في الصفحة.

إذا كان وسيط |وضع= غير مضبوطٍ؛ فإن العرض الأولي للقالب يأخذ الوضع من وسيط |افتراضي= في القالب. وضع هذا القالب الحالي مضبوط على autocollapse.
- أدوات مساعدة: تفقد استخدام الوصلات للقالب